# Temijbékskaia
Temijbékskaia - Темижбекская (rus) - és una stanitsa del krai de Krasnodar, a Rússia. És a la vora esquerra del riu Txelbas i a la vora dreta del riu Kuban, a 21 km a l'est de Kropotkin i a 149 km a l'est de Krasnodar.